# フォックス・アニメーション・スタジオ
フォックス・アニメーション・スタジオは、アメリカ合衆国のアニメーションスタジオであり、20世紀フォックスが所有し、アリゾナ州フェニックスに拠点を置いていた。20世紀フォックス・アニメーションの子会社として、アニメーターのドン・ブルースとゲイリー・ゴールドマンによって設立された。6年間の運営の後、2000年6月26日に閉鎖された。これは、スタジオの最後の映画『タイタンA.E.』の公開から10日後のことであった。フォックス・アニメーション・スタジオの作品の大部分は、2019年3月20日にディズニー（20世紀スタジオを通じて）に買収された。スタジオの最も批評的に評価され、商業的に成功した作品は『アナスタシア』であり、これはドン・ブルース監督作品の中でも最も興行的に成功した映画となった。

## 歴史

### 設立
1994年3月30日、ドン・ブルース・エンターテインメントが制作した映画『おやゆび姫 サンベリーナ』が興行的に失敗した後、当時の20世紀フォックス会長であったビル・メカニックは、アニメーターのドン・ブルースとゲイリー・ゴールドマンを雇い、新たなフォックスのアニメーションスタジオを設立した。メカニックとフォックス・ファミリー・フィルムズの社長ジョン・マトイアンは、シルバー・ピクチャーズのエグゼクティブVPだったステファン・ブラインをシニアVP兼ゼネラルマネージャーとして迎え、スタジオの立ち上げと日々の運営を担当させた。
この会社は、当時大成功を収めていたウォルト・ディズニー・フィーチャー・アニメーションに対抗するために設立された。ディズニーは1980年代後半から1990年代前半にかけて、『リトル・マーメイド』（1989年）、『美女と野獣』（1991年）、『アラジン』（1992年）、『ライオン・キング』（1994年）といった映画を次々とヒットさせていた。ブルースとゴールドマンは、1994年に、『ニムの秘密』（1982年）、『アメリカ物語』（1986年）、『リトルフットの大冒険 謎の恐竜大陸』（1988年）、『天国から来たわんちゃん』（1989年）などを製作した、サリバン・ブルース・スタジオズからフォックスに移籍した。
フォックスは、ブルースが参加する以前の1990年代にも、外部スタジオ製作のアニメーション映画を配給していた。代表的な作品には、『不思議の森の妖精たち』（1992年）、『ラングワートの森/ぼくらは小さなレスキュー隊』（1993年）、『ページマスター』（1994年）があるが、後者2作は商業的にも批評的にも失敗した。それ以前にも、フォックスはウィリアム・ファイゲンバウムとヨゼフ・ジェメスの『ヒュージ・ザ・ヒッポ』（1975年）、ラルフ・バクシの『ウィザーズ』（1977年）、『ファイヤー&アイス』（1983年）、リチャード・ウィリアムズの『アンとアンディーの大冒険』（1977年）などのアニメーション映画を配給していた。また、『アステリックスとインディアン』（1994年）をフランスとイギリスで配給した。

### 製作
フォックス・アニメーション・スタジオは、ディズニーのアニメーション作品ほどの成功を収めることはできなかった。これは、ピクサーやドリームワークス・アニメーションのCGアニメーション作品との競争の激化や、ディズニー・ルネサンスの衰退による影響を受けたためである。スタジオの作品は、ディズニーのCAPSに類似したデジタル・インク・ペイント技術、Toonzソフトウェア）を使用して制作された。スタジオの最初の劇場公開作品『アナスタシア』（1997年）は批評・興行の両面で成功し、ドン・ブルース監督の作品の中で最も成功した映画となった。しかし、2作目で最後の劇場公開作品となった『タイタンA.E.』（2000年）は、批評的には賛否両論で、興行的には1億ドルの損失を出す大失敗となった。スタジオ閉鎖の約1年前の1999年、20世紀フォックスは、スタジオの380人の従業員のうち300人を解雇し、より効率的に映画を制作する体制を目指した。

### 閉鎖
2000年6月26日、スタジオは6年間の運営の後に閉鎖された。これは、興行収入の低迷による経済的な問題が原因だった。
スタジオが計画していたが実現しなかった作品には、ウェイン・バロウのイラスト小説『インフェルノ』の映画化がある。この作品は完全なCGアニメーションで制作される予定で、もし実現していれば、2002年公開の『アイス・エイジ』に先駆けて20世紀フォックス初のフルCGアニメーション映画になっていた。もう一つの未制作作品は、スティーヴ・オーデカーク監督による『リトル・ビューティー・キング』という成人向けアニメーション映画で、ディズニー・ルネサンス作品のパロディをテーマにしていた。これは、2001年に公開されたドリームワークスの『シュレック』に先駆ける作品となるはずだった。
フォックス・アニメーション・スタジオの他の製作作活動としては、PBSのテレビシリーズ『アドベンチャー・フロム・ザ・ブック・オブ・ヴァーチュ』（1996年 - 2000年）、『アナスタシア』のスピンオフ作品であるOVA『バルトーク・ザ・マジシャン』（1999年）がある。また、ドリームワークス・アニメーションの『プリンス・オブ・エジプト』（1998年）の一部の制作を請け負った。
スタジオの元本社は、長らく放置されていたが、2017年に取り壊され、2019年には跡地にアパートが建設された。
2019年3月20日、ディズニーが21世紀フォックスの買収を完了したことにより、フォックス・アニメーション・スタジオの映画ライブラリの大部分がウォルト・ディズニー・カンパニーの所有となった。ただし、『プリンス・オブ・エジプト』はドリームワークス・アニメーションを通じてユニバーサル・ピクチャーズが所有しており、『アドベンチャー・フロム・ザ・ブック・オブ・ヴァーチュ』の権利はPBSが保持している。

## フィルモグラフィ
| 作品名                     | 公開           | 監督                                   | 原作                                       | 脚本                                                                       | 製作                                                             | 予算           | 興行収入      | 注釈                                                                                   |
| -------------------------- | -------------- | -------------------------------------- | ------------------------------------------ | -------------------------------------------------------------------------- | ---------------------------------------------------------------- | -------------- | ------------- | -------------------------------------------------------------------------------------- |
| アナスタシア               | 1997年11月21日 | ドン・ブルース、ゲイリー・ゴールドマン | エリック・タックマン                       | スーザン・ゴーティエ、ブルース・グラハム、ボブ・ツディカー、ノニ・ホワイト | ドン・ブルース、ゲイリー・ゴールドマン                           | $53 million    | $140 million  | フォックス・ファミリー・フィルムとの共同製作                                           |
| バルトーク・ザ・マジシャン | 1999年11月16日 | ドン・ブルース、ゲイリー・ゴールドマン | ジェイ・ラコポ                             | ジェイ・ラコポ                                                             | ドン・ブルース、ゲイリー・ゴールドマン                           | $24.8 million  | N/A           | ダイレクト・トゥ・ビデオ・リリース                                                     |
| タイタンA.E.               | 2000年6月16日  | ドン・ブルース、ゲイリー・ゴールドマン | ハンス・バウアーとランドール・マコーミック | ベン・エドランド、ジョン・オーガスト、ジョス・ウェドン                     | ドン・ブルース、ゲイリー・ゴールドマン、デヴィッド・カーシュナー | $75–85 million | $36.8 million | 20世紀フォックス・アニメーション、デヴィッド・カーシュナー・プロダクションとの共同製作 |

### アニメーションサービス
| タイトル                                             | 公開            | スタジオ                                                        | 注釈                            |
| ---------------------------------------------------- | --------------- | --------------------------------------------------------------- | ------------------------------- |
| アドベンチャー・フロム・ザ・ブック・オブ・ヴァーチュ | 1996年 - 2000年 | KCET ロサンゼルス ポーチライト・エンターテイメント              | PBSで放映された、テレビシリーズ |
| プリンス・オブ・エジプト                             | 1998年          | ドリームワークス・ピクチャーズ ドリームワークス・アニメーション | 最終ラインの追加アニメーション  |